# 레이듀올드필드쥐
레이듀올드필드쥐(Thomasomys ladewi)는 비단털쥐과에 속하는 설치류이다. 볼리비아에서만 발견된다.